# Dante Spinotti
Dante Spinotti, A.S.C., A.I.C. (* 22. August 1943 in Tolmezzo, Provinz Udine, Friaul, Italien) ist ein US-amerikanischer Kameramann italienischer Herkunft.

## Leben
Spinotti begann seine Karriere mit circa 18 Jahren bei Radiotelevisione Italiana, zuvor arbeitete er knapp ein Jahr mit seinem Onkel, der ebenfalls Kameramann ist, in Kenia.
1985 wurde Dino De Laurentiis auf ihn aufmerksam, und machte Spinotti mit Filmregisseur Michael Mann bekannt. Der Thriller Blutmond bildete Spinottis Debüt als US-Kameramann. Seitdem steht Spinotti bei zahlreichen Filmen hinter der Kamera. Er arbeitete auch nach Blutmond wiederholt mit Michael Mann zusammen und stand bei dessen Filmen Der letzte Mohikaner, Heat, Insider und Public Enemies hinter der Kamera. 2002 fungierte er auch beim Blutmond-Remake Roter Drache als Kameramann. Weitere Arbeiten folgten, sein Schaffen umfasst mehr als 80 Produktionen.
Mit seiner Frau Marcella lebt er sowohl in Los Angeles als auch in Rom und seiner Heimatstadt Tolmezzo.

## Filmografie
- 1983: Duell der Besten (I Paladini. Storia d’armi e d’amore)
- 1983: Ein Sommernachtstraum (Sogno di una notte d’estate)
- 1984: Cinderella ’80 (Cenerentola ’80)
- 1985: Leidenschaften (Interno Berlinese)
- 1986: Blutmond (Manhunter)
- 1986: Der einsame Kämpfer (Choke Canyon)
- 1986: Verbrecherische Herzen (Crimes of the Heart)
- 1987: Karriere mit links (From the Hip)
- 1988: Die Unschuld der Molly (Illegally Yours)
- 1991: Frankie & Johnny (Frankie und Johnny)
- 1991: Hudson Hawk – Der Meisterdieb (Hudson Hawk)
- 1991: Der Preis der Macht (True Colors)
- 1992: Der letzte Mohikaner (The Last of the Mohicans)
- 1994: Nell
- 1995: Schneller als der Tod (The Quick and the Dead)
- 1995: Heat
- 1995: Der Mann, der die Sterne macht (L’uomo delle stelle)
- 1997: L.A. Confidential
- 1998: Goodbye Lover
- 1999: Insider (The Insider)
- 1999: Ganz normal verliebt (The Other Sister)
- 2000: Die WonderBoys (The Wonder Boys)
- 2000: Family Man (The Family Man)
- 2001: Banditen! (Bandits)
- 2002: Roter Drache (Red Dragon)
- 2002: Roberto Benignis Pinocchio (Pinocchio)
- 2003: After the Sunset
- 2006: X-Men: Der letzte Widerstand (X-Men: The Last Stand)
- 2006: The Contract
- 2008: Deception – Tödliche Versuchung
- 2008: Flash of Genius
- 2009: Public Enemies
- 2010: Die Chroniken von Narnia: Die Reise auf der Morgenröte (The Chronicles of Narnia: The Voyage of the Dawn Treader)
- 2011: Aushilfsgangster (Tower Heist)
- 2014: Hercules
- 2015: I Saw the Light
- 2015: Edge (Fernsehfilm)
- 2018: Ant-Man and the Wasp
- 2019: Black and Blue
- 2020: Fatale
- 2023: And Then There Is Naples (Posso entrare? An ode to Naples)
- 2025: The Alto Knights

## Auszeichnungen (Auswahl)
- 2 Oscar-Nominierungen, für L.A. Confidential und Insider
- 1 BAFTA Award für Der letzte Mohikaner
  - 1 Nominierung für L.A. Confidential
- ASC Lifetime Achievement Award der American Society of Cinematographers im Jahr 2012
- Timeless Award 2021 der Hollywood Critics Association[2]